# 埃尔布雷
埃尔布雷（法語：Erbrée，法語發音：[ɛʁbʁe]）是法国伊勒-维莱讷省的一个市镇，位于该省东部，属于富热尔-维特雷区。

## 地理
埃尔布雷（48°5'56"N, 1°7'28"W）面积35.52 平方千米，位于法国布列塔尼大區伊勒-维莱讷省，该省份为法国西北部沿海省份，位于布列塔尼半岛东部，北濒大西洋，西接阿摩尔滨海省和莫尔比昂省，南至大西洋卢瓦尔省，西南端接曼恩-卢瓦尔省，东临马耶讷省，东北与芒什省接壤。
与埃尔布雷接壤的市镇（或旧市镇、城区）包括：维特雷、阿让特雷迪普莱西、布雷阿勒苏维特雷、拉沙佩勒埃尔布雷、埃特雷勒、蒙德韦尔、圣梅尔韦、圣皮埃尔拉库尔。

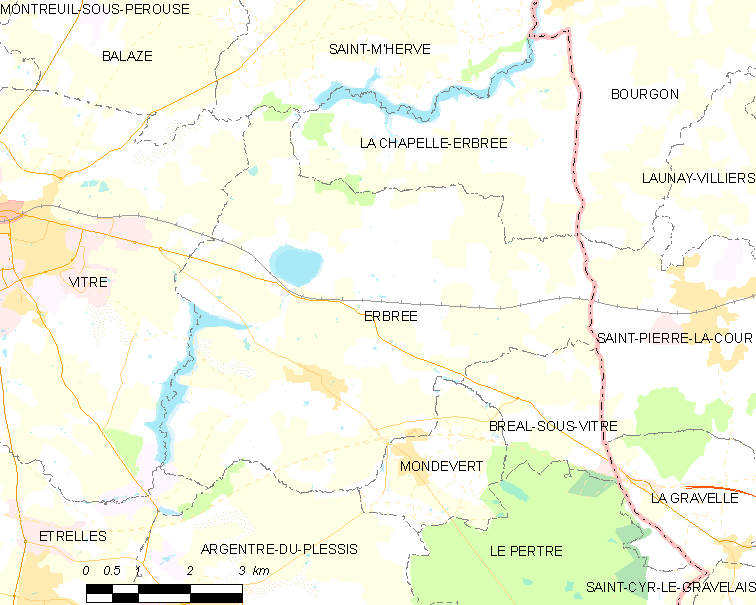
埃尔布雷的OSM定位图

埃尔布雷的时区为UTC+01:00、UTC+02:00（夏令时）。

## 行政
埃尔布雷的邮政编码为35500，INSEE市镇编码为35105。

## 政治
埃尔布雷所属的省级选区为维特雷县。

## 人口

1962-2008年间埃尔布雷人口变化图示

埃尔布雷于2022年1月1日时的人口数量为1713人。